# Higganum (Connecticut)
Higganum est un village et une census-designated place faisant partie de la ville de  Haddam, du comté de Middlesex, au Connecticut, États-Unis.

## Démographie

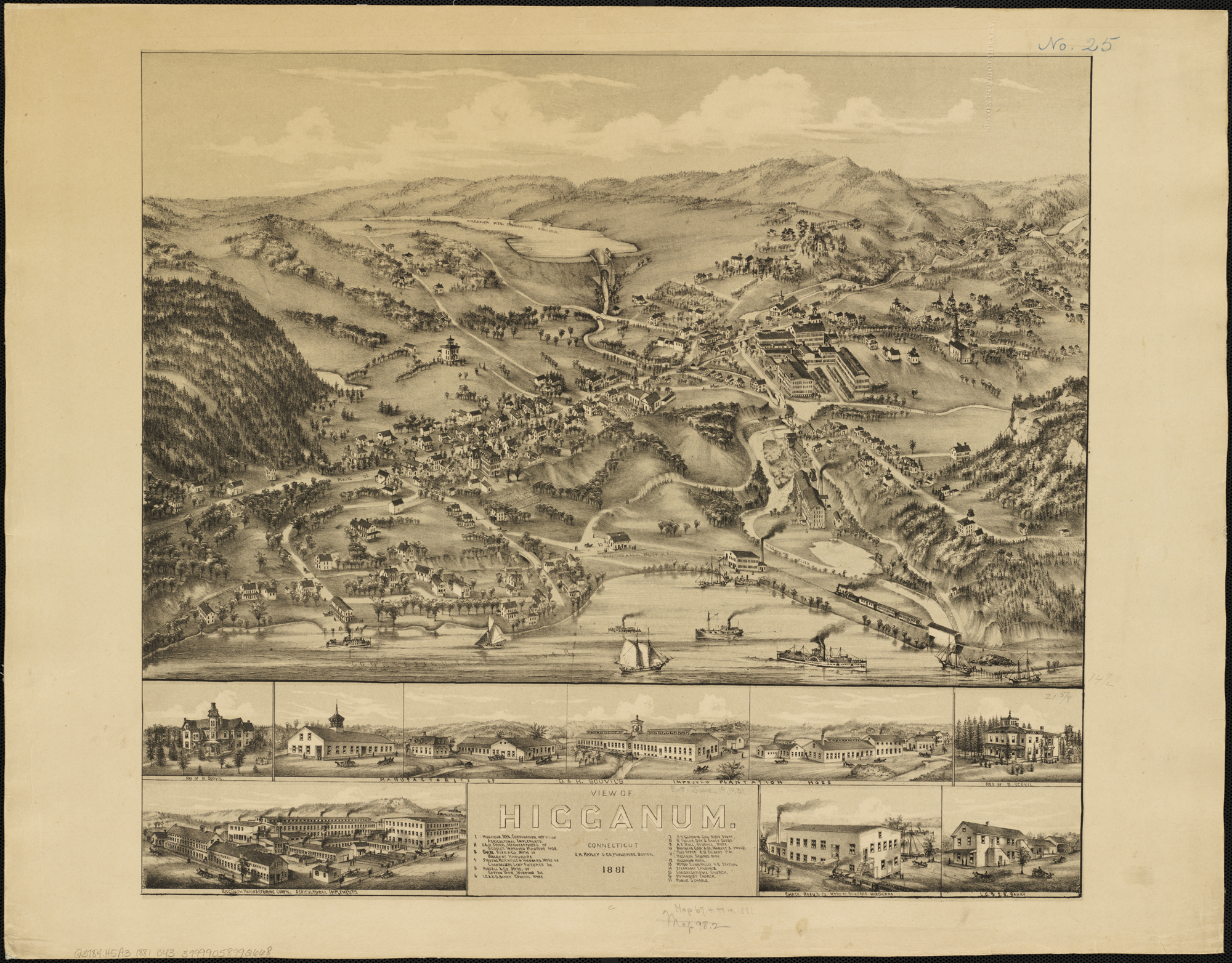
Vue de Higganum, en 1881.

| 2000  | 2010  | - | - | - | - |
| ----- | ----- | - | - | - | - |
| 1 681 | 1 698 | - | - | - | - |

La population était de 1 671 habitants au recensement de 2000.